# Williams FW28
La Williams FW28 è una monoposto costruita dal team Williams F1 per la stagione 2006. Prima monoposto della scuderia inglese dopo la separazione dalla BMW, era equipaggiata dal nuovo motore V8 progettato dalla Cosworth. I piloti schierati in questa stagione dalla scuderia inglese erano l'australiano Mark Webber, al suo secondo anno nella squadra, e l'esordiente Nico Rosberg, figlio dell'ex iridato Keke; Alexander Wurz ha svolto nel 2006 le funzioni di collaudatore.

## Livrea e sponsor
La livrea cambia rispetto agli anni scorsi, il blu sopravanza il bianco che aveva caratterizzato le vetture Williams dal 2000 al 2005.
Cambiano anche gli sponsor che sono: la casa automobilistica indiana Tata Motors; la Royal Bank of Scotland (RBS); MobileCast; la produttrice di birra americana Budweiser; l'agenzia di stampa britannica Reuters; la compagnia petrolifera brasiliana Petrobras e il fornitore di pneumatici torna ad essere la Bridgestone.

## Stagione 2006
Nonostante un'iniziale competitività, dimostrata dal giro più veloce ottenuto dal giovane Nico Rosberg nel Gran Premio inaugurale, problemi di affidabilità ed errori dei piloti portarono a ben venti ritiri durante la stagione, che si concluse con l'ottavo posto nel campionato con soli 11 punti, all'epoca record negativo per la Williams dalla sua entrata in F1. Anche la competitività complessiva della vettura non fu comunque all'altezza, con l'eccezione dei Gran Premi di Australia e Monaco, durante i quali Webber lottò almeno per un posto sul podio, finendo però la gara con un ritiro per rotture meccaniche in entrambe le occasioni. La scuderia chiuse la stagione senza podi per la prima volta dal 1977, anno dell'esordio.

## Versione B
Venne creata anche una versione B che servì per testare il motore Toyota che sarebbe stato montato sulla vettura della stagione 2007.

## Risultati F1
| Anno | Team     | Motore             | Gomme | Piloti  |    |     |     |    |     |    |     |     |     |     |     |     |     |     |     |    |     |     | Punti | Pos. |
| ---- | -------- | ------------------ | ----- | ------- | -- | --- | --- | -- | --- | -- | --- | --- | --- | --- | --- | --- | --- | --- | --- | -- | --- | --- | ----- | ---- |
| 2006 | Williams | Cosworth CA2006 V8 | B     | Webber  | 6  | Rit | Rit | 6  | Rit | 9  | Rit | Rit | 12  | Rit | Rit | Rit | Rit | 10  | 10  | 8  | Rit | Rit | 11    | 8º   |
| 2006 | Williams | Cosworth CA2006 V8 | B     | Rosberg | 7  | Rit | Rit | 11 | 7   | 11 | Rit | 9   | Rit | 9   | 14  | Rit | Rit | Rit | Rit | 11 | 10  | Rit | 11    | 8º   |
| 2006 | Williams | Cosworth CA2006 V8 | B     | Wurz    | TP | TP  | TP  | TP | TP  | TP | TP  | TP  | TP  | TP  | TP  | TP  | TP  | TP  | TP  | TP | TP  | TP  | 11    | 8º   |

| Legenda | 1º posto     | 2º posto | 3º posto    | A punti         | Senza punti/Non class.  | Grassetto – Pole position Corsivo – Giro più veloce |
| Legenda | Squalificato | Ritirato | Non partito | Non qualificato | Solo prove/Terzo pilota | Grassetto – Pole position Corsivo – Giro più veloce |